# L'Autre Quotidien
L'Autre Quotidien est un journal d'information, d'analyse et d'investigation édité au Bénin par Continental Communication,.

## Description
Fondé en juillet 2004, le journal  couvre tous les secteurs de la vie béninoise mais s'intéresse également à l'actualité régionale et internationale,. 